# Atletica leggera alla XXIX Universiade - 200 metri piani maschili
I 200 metri piani maschili alla XXIX Universiade si sono svolti tra il 25 ed il 26 agosto 2017.

## Podio
| Oro     | Jeffrey John Francia |
| Argento | James Linde Canada   |
| Bronzo  | Ján Volko Slovacchia |

## Risultati

### 1º turno
Passano alle semifinali i primi due atleti di ogni batteria (Q) e i sei atleti con i migliori tempi tra gli esclusi (q).

Vento:

Batteria 1: +0,9 m/s, Batteria 2: +0,3 m/s, Batteria 3: -1,6 m/s, Batteria 4: -1,9 m/s, Batteria 5: -2,4 m/s, 

Batteria 6: +1,5 m/s, Batteria 7: +2,3 m/s, Batteria 8: +2,0 m/s, Batteria 9: -1,9 m/s
| Posizione | Batteria | Nome                      | Nazione              | Tempo | Note                          |
| --------- | -------- | ------------------------- | -------------------- | ----- | ----------------------------- |
| 1         | 8        | Jacarias Martin           | Stati Uniti          | 20.87 | Q                             |
| 2         | 2        | Aldemir da Silva Junior   | Brasile              | 20.92 | Q                             |
| 3         | 3        | Jeffrey John              | Francia              | 20.97 | Q                             |
| 3         | 8        | Vladislav Grigoryev       | Kazakistan           | 20.97 | Q                             |
| 5         | 7        | Jun Yamashita             | Giappone             | 21.02 | Q                             |
| 6         | 3        | Dan-Neil Telesford        | Trinidad e Tobago    | 21.04 | Q                             |
| 7         | 4        | Ján Volko                 | Slovacchia           | 21.05 | Q                             |
| 8         | 4        | James Linde               | Canada               | 21.07 | Q                             |
| 9         | 6        | Yang Chun-han             | Taipei Cinese        | 21.09 | Q                             |
| 10        | 6        | Zhang Ruixuan             | Cina                 | 21.10 | Q                             |
| 11        | 2        | Samuli Samuelsson         | Finlandia            | 21.17 | Q                             |
| 12        | 6        | Joachim Maartens          | Sudafrica            | 21.20 | q                             |
| 13        | 3        | Silvan Wicki              | Svizzera             | 21.21 | q                             |
| 13        | 7        | Skander Djamil Athmani    | Algeria              | 21.21 | Q                             |
| 15        | 1        | Ncincilili Titi           | Sudafrica            | 21.34 | Q                             |
| 16        | 8        | Bastien Mouthon           | Svizzera             | 21.44 | q                             |
| 17        | 5        | Sho Kitagawa              | Giappone             | 21.45 | Q                             |
| 18        | 1        | Artur Zaczek              | Polonia              | 21.48 | Q                             |
| 19        | 1        | Ionuţ Andrei Neagoe       | Romania              | 21.57 | q                             |
| 20        | 4        | Pius Adome                | Uganda               | 21.60 | q                             |
| 21        | 5        | Joseph Millar             | Nuova Zelanda        | 21.62 | Q                             |
| 21        | 3        | Šimon Bujna               | Slovacchia           | 21.62 | q,                            |
| 23        | 7        | Ugnius Savickas           | Lituania             | 21.66 |                               |
| 23        | 8        | Chan Yan Lam              | Hong Kong            | 21.66 |                               |
| 25        | 6        | Piotr Mitka               | Polonia              | 21.68 |                               |
| 26        | 4        | Kostas Skrabulis          | Lituania             | 21.69 |                               |
| 27        | 2        | Iván Moreno               | Messico              | 21.70 |                               |
| 28        | 4        | Even Pettersen            | Norvegia             | 21.78 | Miglior prestazione personale |
| 29        | 3        | Markus Fuchs              | Austria              | 21.79 |                               |
| 30        | 1        | Christopher Naliali       | Costa d'Avorio       | 21.82 |                               |
| 31        | 2        | İzzet Safer               | Turchia              | 21.84 |                               |
| 31        | 5        | Aliffer Júnior dos Santos | Brasile              | 21.84 |                               |
| 33        | 6        | Arturo Sepúlveda          | Messico              | 21.93 |                               |
| 34        | 1        | Jakob Goroško             | Estonia              | 21.95 |                               |
| 34        | 6        | Benson Okot               | Uganda               | 21.95 |                               |
| 36        | 3        | Yeh Shou-po               | Taipei Cinese        | 21.96 |                               |
| 37        | 4        | Matías Robledo            | Argentina            | 21.98 |                               |
| 37        | 8        | Ko Seung-hwan             | Corea del Sud        | 21.98 |                               |
| 39        | 4        | Andito Charles            | Rep. Dominicana      | 22.04 |                               |
| 40        | 4        | Stephen Opoku             | Ghana                | 22.07 |                               |
| 41        | 3        | Kendris Díaz              | Rep. Dominicana      | 22.12 |                               |
| 41        | 5        | Muhammad Aqil Yasmin      | Malaysia             | 22.12 |                               |
| 43        | 1        | Aleksa Kijanović          | Serbia               | 22.16 |                               |
| 44        | 2        | Curtis Brown              | Stati Uniti          | 22.21 |                               |
| 44        | 7        | Lucanus Robinson          | Canada               | 22.21 |                               |
| 46        | 8        | Wijesundara Mudiyanselage | Sri Lanka            | 22.24 | Miglior prestazione personale |
| 47        | 6        | Christophe Boulos         | Libano               | 22.25 |                               |
| 48        | 5        | Godfred Kofitse           | Ghana                | 22.35 |                               |
| 48        | 5        | Borislav Tonev            | Bulgaria             | 22.35 |                               |
| 50        | 9        | Abdelrahman Abualhummos   | Giordania            | 22.37 | Q                             |
| 51        | 7        | Ali Rashid Al-Marjabi     | Oman                 | 22.38 |                               |
| 52        | 9        | Gideon Narib              | Namibia              | 22.42 | Q                             |
| 53        | 6        | Benele Dlamini            | eSwatini             | 22.44 | Miglior prestazione personale |
| 54        | 1        | Jorge Caracassis          | Argentina            | 22.54 |                               |
| 55        | 8        | Luis Iriarte              | Perù                 | 22.60 |                               |
| 56        | 3        | Hallgeir Martinsen        | Norvegia             | 22.70 |                               |
| 57        | 2        | Samuel Mosabata           | Botswana             | 22.78 |                               |
| 58        | 5        | Emil Kaare Strøm          | Danimarca            | 22.79 |                               |
| 59        | 7        | Faris Ibrahimpašić        | Bosnia ed Erzegovina | 22.85 |                               |
| 60        | 1        | Mohammed Mahnashi         | Arabia Saudita       | 22.86 |                               |
| 61        | 7        | Sean Michael Kaufman      | Filippine            | 22.91 |                               |
| 62        | 2        | Tang Cho Hin              | Macao                | 22.93 |                               |
| 63        | 9        | Ali Abdoulaye Yataga      | Niger                | 22.96 |                               |
| 64        | 9        | Khereng Nelson Khereng    | Lesotho              | 23.12 |                               |
| 65        | 2        | Krištof Knap              | Slovenia             | 23.69 |                               |
|           | 8        | Ditiro Sebele             | Botswana             | DNF   |                               |
|           | 7        | Andrew Okoye              | Nigeria              | DQ    | R163.3a                       |
|           | 5        | Go Yuhei                  | Filippine            | DNS   |                               |
|           | 9        | Edgar Silwimba            | Zambia               | DNS   |                               |

### Semifinali
Passano in finale i primi due atleti di ogni batteria (Q) e i due atleti con i migliori tempi tra gli esclusi (q). 

Vento:

Batteria 1: +3,1 m/s, Batteria 2: +1,0 m/s, Batteria 3: -3,2 m/s.
| Posizione | Batteria | Nome                    | Nazione           | Tempo | Note    |
| --------- | -------- | ----------------------- | ----------------- | ----- | ------- |
| 1         | 1        | Ncincilili Titi         | Sudafrica         | 20.70 | Q       |
| 2         | 1        | Yang Chun-han           | Taipei Cinese     | 20.78 | Q       |
| 3         | 1        | James Linde             | Canada            | 20.80 | q       |
| 4         | 2        | Ján Volko               | Slovacchia        | 20.82 | Q       |
| 5         | 2        | Joseph Millar           | Nuova Zelanda     | 20.90 | Q       |
| 6         | 2        | Dan-Neil Telesford      | Trinidad e Tobago | 20.92 | q       |
| 7         | 1        | Jacarias Martin         | Stati Uniti       | 20.96 |         |
| 8         | 2        | Samuli Samuelsson       | Finlandia         | 20.99 |         |
| 9         | 1        | Zhang Ruixuan           | Cina              | 21.03 |         |
| 10        | 2        | Sho Kitagawa            | Giappone          | 21.05 |         |
| 11        | 3        | Jeffrey John            | Francia           | 21.08 | Q       |
| 12        | 3        | Jun Yamashita           | Giappone          | 21.20 | Q       |
| 13        | 3        | Skander Djamil Athmani  | Algeria           | 21.21 |         |
| 14        | 3        | Vladislav Grigoryev     | Kazakistan        | 21.23 |         |
| 15        | 1        | Joachim Maartens        | Sudafrica         | 21.26 |         |
| 16        | 2        | Silvan Wicki            | Svizzera          | 21.38 |         |
| 17        | 1        | Šimon Bujna             | Slovacchia        | 21.46 |         |
| 18        | 3        | Artur Zaczek            | Polonia           | 21.64 |         |
| 19        | 2        | Pius Adome              | Uganda            | 21.74 |         |
| 20        | 3        | Bastien Mouthon         | Svizzera          | 21.86 |         |
| 21        | 3        | Ionuţ Andrei Neagoe     | Romania           | 21.87 |         |
| 22        | 1        | Gideon Narib            | Namibia           | 21.91 |         |
| 23        | 3        | Abdelrahman Abualhummos | Giordania         | 22.19 |         |
|           | 2        | Aldemir da Silva Junior | Brasile           | DQ    | R163.3a |

### Finale
| Pos. | Corsia | Nome               | Nazionalità       | Tempo           | Note |
| ---- | ------ | ------------------ | ----------------- | --------------- | ---- |
|      | 3      | Jeffrey John       | Francia           | 20"93           |      |
|      | 1      | James Linde        | Canada            | 20"96           |      |
|      | 6      | Ján Volko          | Slovacchia        | 20"99           |      |
| 4    | 5      | Ncincilili Titi    | Sudafrica         | 21"00           |      |
| 5    | 2      | Dan-Neil Telesford | Trinidad e Tobago | 21"03           |      |
| 6    | 7      | Joseph Millar      | Nuova Zelanda     | 21"04           |      |
| 7    | 4      | Yang Chun-han      | Taipei Cinese     | 21"07           |      |
| 8    | 8      | Jun Yamashita      | Giappone          | 21"16           |      |
|      |        |                    |                   | Vento: -0,9 m/s |      |